# Operation Polarstern
Die Operation Polarstern (russisch Операция Полярная звезда) vom 10. Februar bis 1. April 1943, war im Deutsch-Sowjetischen Krieg eine Operation der Roten Armee gegen die deutsche Wehrmacht und fand am nördlichen Abschnitt der Ostfront statt. Die Operation endete mit einem Misserfolg – keines der von der Stawka vorgegebenen Ziele für die Leningrader und die Wolchowfront konnte erreicht werden. Nur am Südabschnitt der Offensive gelang es der Nordwestfront, den Demjansker Kessel zu erobern, nachdem die deutschen Truppen den Frontvorsprung bereits planmäßig (bis 2. März 1943) geräumt hatten.

## Ausgangslage

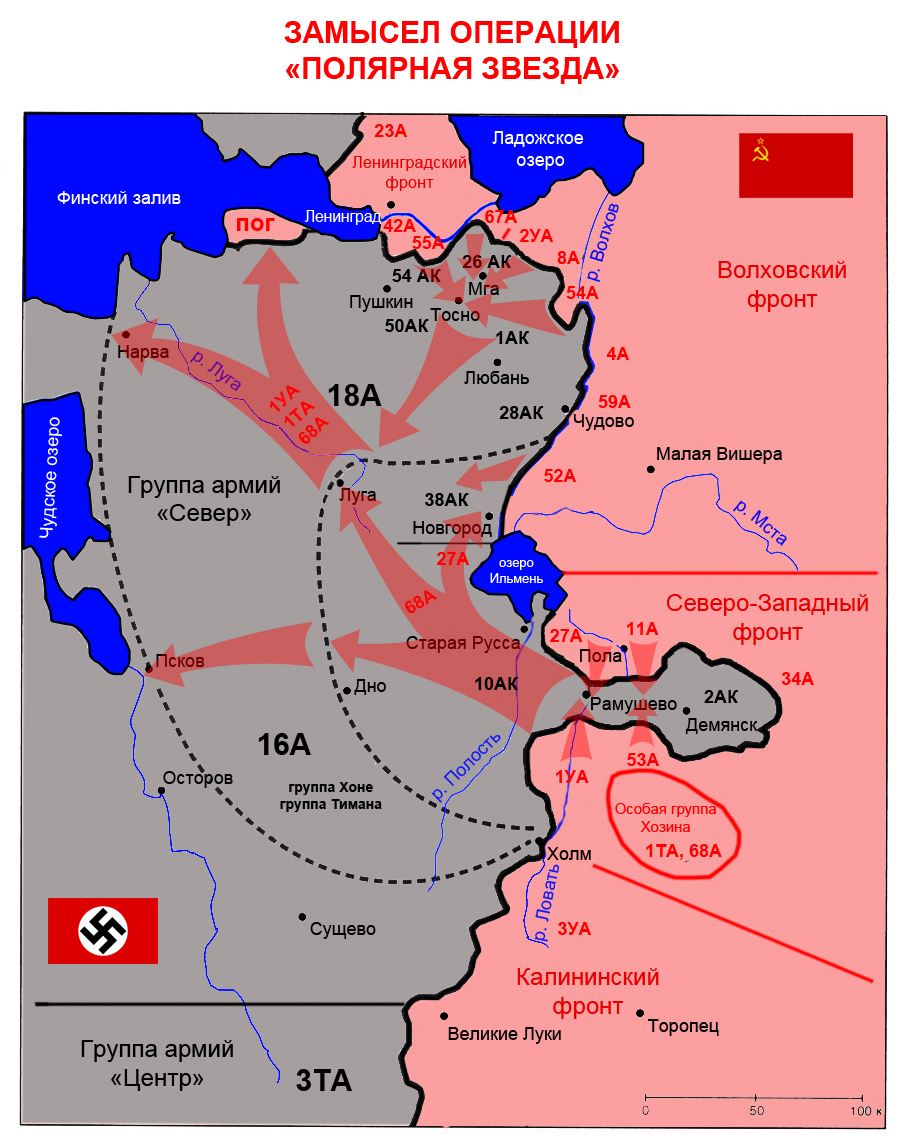
Operationsplan zu Polarstern, Beschriftung in kyrillisch. Oben ist Leningrad und der schmale Korridor südlich des Ladogasees erkennbar, in der Mitte rechts der Demjansker Kessel.

Nachdem die sowjetischen Truppen in der Zweiten Ladoga-Schlacht einen schmalen Korridor südlich des Ladogasees nach Leningrad freigekämpft und damit die Leningrader Blockade teilweise gesprengt hatten, sollte die Blockade endgültig beendet werden.
Der Hauptstoß sollte weiter im Süden, südlich des Ilmensees erfolgen: der von deutschen Truppen weiterhin gehaltene Kessel von Demjansk sollte erobert, die dortigen Truppen eingekesselt und alle deutschen Verbände im Norden abgeschnitten werden.

## Planungen
Im Januar 1943 war die Initiative im Raum Leningrad auf die sowjetischen Truppen übergegangen. Die Stawka beschloss, gestärkt durch den Erfolg in der Operation Iskra, eine allgemeine Offensive in nordwestlicher Richtung mit dem Codenamen Operation Polarstern zu beginnen. Die Koordination der sowjetischen Truppen in der Operation Polarstern wurde Georgi Schukow übertragen, der zum Stawka-Vertreter bei der Nordwestfront ernannt worden war. Die beteiligten Einheiten hatten an mehreren Stellen die deutsche Heeresgruppe Nord anzugreifen, um die 18. Armee und große Teile der 16. Armee einzukreisen, die beidseitig Leningrad und am Wolchow verteidigte. Die Pläne sahen einen aufeinander abgestimmten Angriff der Nordwestfront (Marschall S. K. Timoschenko), der Wolchow-Front (Generaloberst Kirill Merezkow) und der Leningrader Front (Generaloberst Leonid Goworow) vor. In einer etappenmäßig abgestimmten Operation hatten Teile der Leningrader Front (55. und 67. Armee), der Wolchow-Front (2. Stoßarmee, 54. und 52. Armee), der Nordwestfront (27., 11., 35. und 53. Armee) sowie der Spezialgruppe Chosin (68. Armee und 1. Panzerarmee) von Norden, Osten und Süden anzugreifen, um die Belagerung von Leningrad vollständig aufzuheben.
Die Flanken der deutschen 18. Armee sollten von Norden und Osten durch die Armeen der Leningrader- und Wolchow-Front angegriffen werden und die Vereinigung der Angriffszangen im Raum Tosno hergestellt werden. Das Ziel der Offensive bestand darin, die Heeresgruppe Nord entscheidend zu schlagen und deren Verbände bis nach Pskow und Narva zurückzuwerfen. Eine der Hauptvoraussetzungen für den geplanten Erfolg der Operation war die Liquidierung des Frontvorsprunges von Demjansk. Der durch die sowjetische Winteroffensive gewonnene Frontbogen war bereits ein Jahr lang von den Deutschen gehalten worden. Die Truppen der Nordwestfront sollten jetzt den schmalen Zugang zum Frontbogen – der Korridor bei Ramuschewo angreifen und die Kesselbildung vervollständigen. Die Vorbereitung der sowjetischen Offensive kam für die deutsche Führung nicht überraschend. Als GFM von Küchler erkannte, dass es äußerst schwierig sein würde, den Brückenkopf von Demjansk zu halten, bat er Hitler, den Rückzug der Truppen auf eine Linie hinter den Lowat von Staraja Russa und Cholm zuzulassen. Hitler weigerte sich zunächst, änderte aber am 29. Januar seine Meinung. Das Oberkommando der 16. Armee (GFM Ernst Busch) begann sofort mit der Umsetzung des Rückzuges. Gleichzeitig verteidigten die deutschen Truppen weiterhin ihre starken Stellungen.
Unmittelbar nach Erhalt der Genehmigung durch den Generalstabschef Zeitzler legte der Oberbefehlshaber der 16. Armee einen Plan für den Abzug des II. Armeekorps aus der Region Demjansk vor. Im Frontvorsprung befanden sich Ende Januar 1943 noch die 12., 30., 32., 58., 81., 123., 225., 254., 290. und 329. Infanterie-Division. Die 5. und 8. Jäger-Division, die 126. und 290. Infanterie-Division standen innerhalb des besonders wichtigen Ramuschewo-Korridor.
Der erste Offensivweisung der mit der 45. und 63. Garde-Schützen-Division verstärkten sowjetischen 55. Armee (Generalleutnant Wladimir Petrowitsch Swiridow) sah vor, die für die deutsche 18. Armee wichtige Rollbahn Leningrad-Moskau von ihrer Startposition in Kolpino in Richtung Tosno zu unterbrechen. Die Wolchow-Front unterstützte durch einen nach Norden gerichteten Zangenangriff der 54. Armee, um dabei die deutsche Formationen im Raum Mga einkreisen. Die Rollbahn war eine wichtige Straßen-/Eisenbahnverbindung zwischen Moskau und Leningrad. Der Dreh- und Angelpunkt dieser Rollbahn war das zwischen der Autobahn und der Eisenbahnlinie gelegene Krasni Bor. Sobald der Angriff der 55. Armee durchschlug, sollten die Streitkräfte der zweiten Staffel durch die Lücke in Richtung Tosno vorrücken. Um den Vormarsch zu beschleunigen, plante die Stawka zusätzlich eine amphibische Operation zur Eroberung des strategischen Eisenbahnknotenpunkts Dno, wofür Teile der 68. Armee – die 5. Garde-Luftlande-Division – herangezogen wurden.
Die neu aufgestellte 68. Armee war am 1. Februar 1943 auf der Grundlage des Oberkommandos der an der Stalingradfront freigewordenen 57. Armee (Generalleutnant Fjodor Tolbuchin) aufgestellt worden, sie bestand aus der 37. Schützendivision, der 1., 5., 7., 8. und 10. Garde-Luftlandedivision, der 32., 33. und 137. Schützen-Brigade, der 26. Ski-Brigade sowie eine Reihe separater Einheiten. Die 68. Armee wurde bei der speziellen Gruppe des Generaloberst M. S. Chosin aufgenommen und im März der Nordwestfront übertragen, um am Brennpunkt des Kessels von Demjansk den Angriff der 1. Stoßarmee zu verstärken.

## Verlauf

### Offensive von Krasny Bor (10. bis 13. Februar 1943)
Der Angriff der 55. Armee wurde am 10. Februar im Raum Kolpino angesetzt, um 6:45 Uhr eröffneten etwa 1000 sowjetische Kanonen und Mörsern ein massives Artillerie-Bombardement auf die deutsche Linien. Um 8.45 Uhr verlagerte sich das Bombardement auf Krasny Bor selbst und traf vor allem die Dörfer Podolwo und Raikelewo (östlich bzw. südöstlich von Krasny Bor), wobei letzteres der Standort des vorderen Kommandopostens von General Emilio Esteban-Infantes war. Die 55. Armee führte den Angriff mit einer Streitmacht von ungefähr 33.000 Mann und 30 Panzern in der ersten Staffel aus, gefolgt von einer mobilen Gruppe, bestehend aus der 122. Panzerbrigade und der 35. Ski-Brigade. Gegen 8:40 Uhr rückten die 45. und 63. Garde- und die 72. Schützendivision vor, gefolgt von einigen Panzern, die in Richtung Mga (östlich von Krasny Bor), Krasny Bor, Raikelewo und Podolwo vorrückten, wobei die 63. Garde-Schützendivision der 250. Infanterie-Division (spanische Blaue Division) gegenüberstand. Durch zwei Stunden anfängliches Bombardement festgenagelt, konnten sich die spanischen Formationen nicht in Richtung der Stadt zurückziehen und kämpften in vielen Fällen bis zum Tod. Die Front wurde durchbrochen, viele spanische Formationen wurden vernichtet. Von 9:00 bis 10:40 Uhr wehrten sich nur noch isolierte spanische Einheiten sowjetische Angriffe ab, wurden jedoch abgeschnitten, als die Sowjets die Oktjabriski-Eisenbahn-Linie erreichte. Die Sowjets nahmen das Dorf Raikelewo ein, das Podolwo von Krasny Bor trennte. Um 12:00 Uhr meldete die 63. Garde-Schützen-Division die Eroberung von Krasny Bor an das Hauptquartier, obwohl die südliche Hälfte des Ortes noch von den Spaniern kontrolliert wurde.
Die 45. Garde-Schützen-Division (Oberst Anatoli Andrejewitsch Krasnow, ab 16. Februar Saweli Michailowitsch Putilow) stürmte am Nachmittag Mischkino. Generalleutnant Swiridow beschloss seine mobile Gruppe erst spät am Tag in die Schlacht einzusetzen, aber sie wurden durch eine Kombination aus heftigem Widerstand und einem plötzlichen Tauwetter gestoppt, wodurch die Ski-Brigade behindert wurde, im Angriffsgelände zu operieren. Die 63. Garde-Schützen-Division (Generalmajor Nikolai Pawlowitsch Simonjak) rückte bis in den zentralen westlichen Teil des Ortes vor und schaffte es nach 15:15 Uhr, eine kleine Formation in den hinteren Teil des vorderen Kommandopostens der spanischen Division zu schieben. Teile der deutschen 212. Infanterie-Division entlasteten die spanischen Truppen, die immer noch die südliche Hälfte von Krasny Bor hielten. Am Abend des Tages war die 63. Garde-Schützen-Division vier oder fünf Kilometer vorgerückt und hatte Krasny Bor, Mischkino, Staraja Mirsa, Stepanowka und die Bahnstation Popowka erobert. Am linken Flügel hatte der Angriff der 43. Schützendivision und der 34. Ski-Brigade erste Erfolge gezeigt, indem die deutsche 4. SS-Polizei-Panzergrenadier-Division über den Fluss Tosno gedrängt werden konnte. Im Sektor des Flusses Ischora drängte die 72. Schützendivision (Oberst Ilja Iwanowitsch Jastrebow) die spanischen Truppen zum Fluss zurück und zerschlug das Feld-Ersatzbataillon, erlitt dabei jedoch bis zu 70 % Verluste.
Am nächsten Tag, dem 11. Februar konnte die 63. Garde-Schützen-Division am Abend die Kontrolle über Krasny Bor erlangen. Ein geplanter Gegenangriff der 212. Infanterie-Division (Generalleutnant Hellmuth Reymann) hätte Erfolg versprochen, wurde aber letztendlich aus Sorge um die Gesamtposition der 18. Armee nicht durchgeführt.
Am 13. Februar hatte die 55. Armee fast ein Drittel ihrer ursprünglichen Stärke und die meisten ihrer Panzer verloren und konnte dadurch nicht mehr angreifen. Der erzielte Geländegewinn am 14 Kilometer breiten Angriffsabschnitt hatte die Tiefe von vier bis fünf Kilometern nicht überschritten. Der Angriff der 55. Armee erleichterte einen flankierenden Angriff der 67. Armee im Raum Sinjawino, wo der Abzug der deutschen Streitkräfte erfolgt war. Die Kritik des sowjetischen Generalstabs nach der Schlacht hob die Gründe für das Scheitern der Angriffe während der Operation Polarstern hervor: stark befestigte Verteidigung, fehlerhafte Aufklärung, schlechte Führung und Kontrolle auf allen Ebenen, ungeschickter Einsatz von Panzern und ineffektive Artillerieunterstützung. Der Landkorridor, der Leningrad mit dem Rest des Landes verband, konnte nicht erweitert werden, der strategische Eisenbahnknotenpunkt bei Mga und die Sinjawino-Höhen befanden sich weiterhin unter deutscher Kontrolle.
Der mangelnde Erfolg der nördlichen Angriffszange führte aus ähnlichen Gründen bei den anderen angreifenden Armeen zum allgemeinen Scheitern der großartig konzipierten Operation Polarstern. Am 15. Februar meldete die Blaue Division bereits Verluste von 3.645 Toten und Verwundeten, dazu kamen 300 Vermisste, was einen Ausfall von 70–75 % der an der Schlacht beteiligten Truppen entsprach. Von gegnerischen Seite wurde behauptet, dass in den fünf Tagen ab dem 9. Februar 11.000 Mann der sowjetischen 55. Armee getötet worden seien. Aufgrund dieser schweren Verluste und des Drucks der Alliierten auf die spanische Regierung wurde die Blaue Division nach Deutschland zurückgezogen und später aufgelöst.

### Demjansker Angriffsoperation (15. bis 28. Februar 1943)
Die Vorbereitung der sowjetischen Offensive kam für die deutsche Führung nicht überraschend. Die Anweisungen des General von Küchler sahen vor, einen mehrstufigen Truppenabzug mit einem stufenweisen Abbau der besetzten Front durchzuführen. Bis zum 16. Februar wurden zuerst nicht benötigte Vorräte und Ausrüstungen abgezogen und am 17. Februar wurde der Befehl gegeben, mit dem Abzug der Truppen zu beginnen. Gleichzeitig begann das sowjetische Kommando bereits am 15. Februar, die Stellungen des Ramuschewo-Korridors anzugreifen.
Der Beginn dieses Angriffes wurde um mehrere Tage verschoben. Zu diesem Zeitpunkt war es für das sowjetische Kommando jedoch offensichtlich, dass die Deutschen begannen, sich aus dem Vorsprung von Demjansk zurückzuziehen. In dieser Situation beschloss das sowjetische Kommando, eine Offensive mit sofort verfügbaren Truppen zu starten. Am 15. Februar griffen die 11. Armee (Generalleutnant Pawel Kurotschkin) und 53. Armee (Generalmajor Jewgeni Schurawlow) an, um zum Ramuschewo-Korridor durchzubrechen, gleichzeitig griff die 34. Armee (Generalleutnant Anton Lopatin) aus dem Nordosten gegen Demjansk an. Angesichts des heftigen deutschen Widerstandes gelang es den sowjetischen Streitkräften nicht, den Korridor zu durchschneiden und die Deutschen am Rückzug zu hindern. Eine spezielle Kräftegruppe unter Generaloberst M. S. Chosin wurde zusammengefasst, sie sollte nach dem Durchbruch in Richtung Narva vorrücken und die Fluchtwege der deutschen 18. Armee abschneiden. Die 1. Stoßarmee hatte gleichzeitig bei Pskow das Ufer des Peipussees zu erreichen, um die dann zurückflutenden Truppen der Heeresgruppe Nord abzufangen. Die 68. Armee (Generalleutnant Fjodor I. Tolbuchin, ab 21. März Jewgeni Petrowitsch Schurawlow) konzentrierte sich auf die Nordwestfront. Die Armee wurde am 30. Januar auf der Grundlage der Verwaltung der 57. Armee gebildet, die an der Schlacht um Stalingrad teilgenommen hatte. Die Armee konnte getrost als Luftlandearmee bezeichnet werden: Sie umfasste die Luftlandedivisionen der 1., 5., 7., 8. und 9. Garde, die 37. Schützendivision, die 33. und 137. Schützen-Brigade. Die 1. Panzerarmee (Generalleutnant Michail J. Katukow) sollte als zweite Staffel für die Entwicklung des Erfolgs fungieren, die sich nach Abschluss der Aufstellung am 6. März auf das Raum Ostaschkow konzentrierte.
Am 16. Februar begannen die Deutschen, nicht benötigte Vorräte und Ausrüstung abzuziehen, und am 17. wurde der Befehl gegeben, die ersten Truppenverbände zu evakuieren. Die 329. und 32. Infanteriedivision waren die ersten, die am 19. Februar aufbrachen, danach folgten die 12., 30. und 122. Infanterie-Division. Infolgedessen erteilte die Stawka den Befehl, sofort mit den bereits verfügbaren Kräften anzugreifen.
Die Offensive der Nordwestfront wurde aufgrund des Wetters und der noch nicht vollständig konzentrierten Spezialgruppe Chosin verschoben. Zu diesem Zeitpunkt erkannte das sowjetische Kommando bereits, dass sich die Deutschen aus dem Demjansk-Vorsprung zurückzogen. Nach dem ursprünglichen Plan sollte die Nordwestfront am 19. Februar angreifen. Am 20. Februar empfahl die Stawka Schukow, wegen des deutschen Rückzugs vor dem zuvor geplanten Term in mit der 27. Armee, der 1. Stoßarmee und der Spezialgruppe Chosin anzugreifen.
Zehn Tage nach den Angriffen der Leningrader Front begannen die Truppen der 1. Stoßarmee (Generalmajor Gennadi Petrowitsch Korotkow) und der 27. Armee am 19. Februar ihre Offensive. Die 34., 53. und 11. Armee sollten sich dem Angriff später anschließen. Die Truppen der 1. Stoßarmee, die von Süden den Korridor von Ramuschewo angreifen sollten, hatten die Verteidigung der deutschen 126. Infanterie-Division (Generalmajor Harry Hoppe) beim Ort Owtschennikow zu durchbrechen und sollten sich mit der 27. Armee verbinden, die aus dem Raum Penno und nördlich davon auf den Ramuschewo-Korridor vorstieß. Die Abschnürung würde im Gebiet von Onufrjewo und Sokolowo erfolgen. Dann sollte die 1. Stoßarmee den Ramuschewo-Korridor abschneiden, die Spezialgruppe Chosin in die Bresche werfen, nach Nordwesten stoßen und die deutschen Streitkräfte im Gebiet von Staraja Russa zerschlagen. Danach sollte die 27. Armee unter die Kontrolle der Spezialgruppe Chosin gestellt und in Verbindung mit den Angriffstruppen der 68. Armee die Offensive in Richtung Luga weiterführen, während die 52. Armee den Auftrag hatte Nowgorod zu erobern.
Mitte Februar hatte die deutsche 16. Armee den größten Teil des Brückenkopfes bereits geräumt und Demjansk war am 22. Februar vom II. Armeekorps (General der Infanterie Paul Laux) aufgegeben worden. Die sowjetischen Truppen konnten die deutsche Verteidigung nicht durchbrechen, am 28. Februar stoppte die Offensive, ohne ihre Ziele zu erreichen. Marschall Schukow berichtete später: „Unser Plan, die Verteidigung des Feindes zu durchbrechen, war darauf ausgelegt, die schwache Verteidigung des Feindes zu durchbrechen und, nachdem er die Gruppe Chosin in Aktion gebracht hatte, schnell in den Rücken seiner Leningrad-Wolchow-Gruppierung vorzudringen. Jetzt hat sich die Situation dramatisch verändert.“
Am 1. März gab von Küchler die vollständige Evakuierung der 16. Armee bekannt, die Truppen hatten sich hinter dem Fluss Lowat zurückgezogen. Fast gleichzeitig zogen sich die Deutschen im Unternehmen Büffelbewegung aus dem Rschew-Wjasma Frontvorsprung zurück. Der Rückzug der Divisionen des II. Armeekorps ermöglichte es dem deutschen Oberkommando mit sieben freigewordenen Divisionen zu manövrieren, wodurch die deutsche Verteidigung in dem Gebiet erheblich gestärkt werden konnte, wodurch der ursprüngliche Plan der Operation Polarstern fehlgeschlagen war.

### Angriff auf Staraja Russa und Nowgorod (23. Februar bis 18. März 1943)
Am 23. Februar griff die 27. Armee (Generalleutnant Sergei Trofimenko) südlich von Staraja Russa die Stellungen der deutschen 122. Infanterie-Division (Oberst Adolf Trowitz) an, und die 1. Stoßarmee griff am Fuße des Ramuschewo-Korridors gegen die 126. Infanterie-Division an und versuchte, die deutsche daran zu hindern, den Fluss Lowat zu überqueren. Zu diesem Zeitpunkt hatten die Deutschen den größten Teil des Brückenkopfes geräumt, Demjansk selbst war am 22. Februar vom II. Armeekorps aufgegeben worden. Die sowjetischen Truppen konnten die deutsche Verteidigung immer noch nicht durchbrechen und am 28. Februar wurde die Offensive gestoppt.
Den Truppen der Nordwestfront wurde befohlen, am 4. März in der Region Staraja Russa in die Offensive zu gehen, und den Truppen der Leningrader und Wolchow-Front wurde am 14. März mit der gleichen Aufgabe wie zuvor befohlen: die Einkreisung deutscher Truppen im Raum Mga.
Am 5. März griffen die 27. und 1. Stoßarmee der Nordwestfront die deutschen Stellungen an, nachdem sie den Beginn der Offensive um einen Tag verschoben hatten – die Angriffe blieben jedoch erfolglos. Auf Anordnung der Stwaka vom 8. März wurde die Spezialgruppe des Generalobersten Michail Chosin aufgelöst. Dann sah der Plan einen Frontalangriff auf Sinjawino aus dem Norden vor. Gleichzeitig sollte die 52. Armee der Wolchow-Front eine Ablenkungsoffensive mit begrenzten Zielen in Nowgorod durchführen.
Die sowjetische 27. Armee griff die deutschen Befestigungen östlich von Staraja Russa am 14. März abermalig an und die 11., 34. und 53. Armee unterstützten durch Stöße im Raum südlich von Ramuschewo. Die 52. Armee der Wolchow-Front, die die Nordwestfront direkt unterstützte, startete am 14. März eine Ablenkungsoffensive im Gebiet südlich von Nowgorod. Da die Truppen der 52. Armee nicht über genügend Kräfte und Mittel verfügten, erzielten sie keinen Erfolg und stoppten die Offensive am 27. März. Um die Offensive zu stoppen, musste das deutsche Kommando zwei Divisionen aus den Gebieten Kirischi und Demjansk in diesen Frontabschnitt verlegen. Am 18. März mussten die sowjetischen Truppen, nachdem sie nur wenige Kilometer bis zum Fluss Redja vorgedrungen waren, die Offensive an diesem Abschnitt einstellen. Es wurde beschlossen, sich auf die Einnahme von Staraja Russa zu beschränken und die Truppen im Raum südlich des Ilmensee für die nächste Offensive vorzubereiten. Für einige Zeit ging die Operation in eine positionelle Phase über. Es gelang jedoch auch mit Hilfe der Garde-Luftlandedivisionen nicht, die verstärkte Front der deutsche 16. Armee zu durchbrechen. Bereits ab 21. März wurde die 1. Panzerarmee abgezogen und zur Woronesch-Front verlegt, in der Nacht des 23. März konzentrierte sich die 1. Panzerarmee nach dem Entladen von Zügen 25 km südlich von Kursk und nach einem kurzen Marsch im Raum Obojan. Außerdem wurden im April die bei Staraja Russa eingesetzten Luftlandedivisionen der 68. Armee zum Kursker-Frontvorsprungs verlegt. Staraja Rusa konnte erst am 18. Februar 1944 im Zuge der Leningrad-Nowgoroder Operation von der Roten Armee befreit werden.

### Letzte Offensiven der Leningrader- und Wolchow-Front
Trotz des sich abgezeichneten Scheiterns der Operation Polarstern setzten die Truppen der Leningrader- und der Wolchow-Front ab 19. März bis Anfang April ihre Angriffe fort.
Die in die Leningrader Front integrierte 55. Armee startete eine neue Offensive aus dem Raum südlich von Krasny Bor. Nach heftigen Kämpfen gegen die dort stationierten Truppen der Achsenmächte konnten die Truppen der 55. Armee die Stadt Krasny Bor besetzen, kamen aber nicht weiter vor. Die 8. Armee der Wolchow-Front rückte aus dem Gebiet südlich Woronow auf Mga vor. Nach dreitägigen Kämpfen rückten die sowjetischen Truppen auf einer Front von 7 Kilometern 3 bis 4 Kilometer landeinwärts vor. Die Offensive entwickelte sich nicht weiter. Am 2. April befahl das Hauptquartier des Obersten Oberkommandos den Truppen der Leningrader und der Wolchow-Front, die Offensive einzustellen und in die Defensive zu gehen.

## Folgen
Das Hauptziel der Roten Armee, die deutsche Front an zwei Stellen operativ zu durchbrechen und die deutschen Verbände im Norden abzuschneiden, wurde nicht erreicht. Im Nord-Abschnitt gelang es den sowjetischen Truppen der Wolchow-Front und Leningrader Front nicht, den Verbindungskorridor nach Leningrad zu erweitern und Mga zu erobern. Die durch die Räumung des Demjansker Flaschenhalses freigewordenen deutschen Divisionen konnten an die Front bei Leningrad verlegt werden und die dortige Verteidigung verstärken.
Während der Offensivoperation in Demjansk vom 15. bis 28. Februar 1943 beliefen sich die Verluste der sowjetischen Truppen auf 33.660 Soldaten (davon 10.010 Tote und Vermisste). In der Staraja-Operation in der Zeit vom 4. bis 19. März 1943 beliefen sich die sowjetischen Verluste auf 103.100 Soldaten (davon 31.789 Tote und Vermisste). Die Verluste während bei der Leningrader- und Wolchow-Front im Februar–März 1943 können nur geschätzt werden, da in dieser Zeit keine offiziellen Verluste bei den Militärlisten im Raum Leningrad aufgenommen wurden. Nach Schätzungen beliefen sich diese im Februar – auf etwa 100.000 getötete und verwundete Soldaten (die Verluste der 54. und 55. Armee betrugen etwa 40.000 Soldaten und die Verluste der 2. Stoßarmee und der 67. Armee etwa 60.000 Mann).
In der Dritten Ladoga-Schlacht sollte die Rote Armee im Sommer 1943 erneut erfolglos angreifen. Es gelang ihr erst in der Leningrad-Nowgoroder Operation (Januar bis März 1944) die Blockade Leningrads vollständig aufzuheben.